# Jacqueline McKenzie
Jacqueline Susan McKenzie (ur. 24 października 1967 w Sydney, Australia) – australijska aktorka telewizyjna, filmowa i teatralna, zdobywczyni nagród Australian Theatre Critics Circle Award w kategorii najlepszego debiutu oraz Australijskiego Instytutu Filmowego dla najlepszej aktorki w dramacie telewizyjnym.

## Wybrana filmografia
- 1992: Romper Stomper
- 1999: Piekielna głębia
- 2000: Ostatni brzeg
- 2002: Boskie sekrety siostrzanego stowarzyszenia Ya-Ya
- 4400 – serial telewizyjny